# Dourado (culinária)
Dourado é a cor acastanhada obtida nos alimentos. 
Essa coloração é normalmente é obtida por ligeiro aquecimento (tostar ligeiramente) do alimento, geralmente num forno.